# Zandbruine dwergooruil
De zandbruine dwergooruil (Otus icterorhynchus) is een vogelsoort uit de familie van de Strigidae (uilen).

## Verspreiding en leefgebied
Deze soort komt voor in Afrika, bezuiden de Sahara en telt twee ondersoorten:
- O. i. icterorhynchus: in de regenwouden van Liberia, Ivoorkust en Ghana.
- O. i. holerythrus: van zuidelijk Kameroen tot noordelijk Congo, noordelijk en oostelijk Zaïre.